# Iglesia de San Eutropio (El Espinar)
La iglesia de San Eutropio en El Espinar (provincia de Segovia, España) es un templo de una sola nave en planta de salón de cruz latina, abriéndose capillas alrededor de la misma. El ábside está techado con bóvedas de crucería. Es Bien de Interés Cultural con categoría de Monumento.

## Historia
Los primeros vestigios son del siglo XIII o XIV y corresponden a un templo románico que fue destruido por un incendio en 1452. 
La reconstrucción, debida a Rodrigo Gil de Hontañón, se realizó en estilo gótico-renacentista en pleno siglo XVI, y comenzó en el año 1565. Después de una paralización de la obra, esta prosiguió en 1572 conforme a las trazas dadas por un discípulo de Juan de Herrera, Juan de Minjares, presente en las obras del El Escorial. Las obras se completaron durante los siglos XVII y XVIII con la construcción de la sacristía, la portada meridional y de los retablos menores, todo en estilo barroco.
La reconstrucción del templo se realizó elevando la nave a mayor altura que la original y construyendo un corredor sobre los contrafuertes románicos. Esto da mayor solidez a la edificación a la vez que permite la construcción de capillas en lo huecos dejados.
La prolongación de las obras en el tiempo ha dado lugar a la existencia de diferentes estilos arquitectónicos, pero el estilo herreriano, con su austeridad, es fácilmente apreciable.
Durante el siglo XX se han realizado varias obras de mantenimiento y mejora, como la reconstrucción del chapitel de la torre en 1945, el traslado del órgano al coro, la reconstrucción de la portada barroca, en 1953 o la restauración del altar mayor en 1990.

## Descripción
El retablo mayor es obra de Francisco Giralte, discípulo de la escuela de Berruguete y fue realizado en 1565 y se completó con pinturas de Alonso Sánchez Coello y estofados de oro de Santos Pedril. Las tallas del retablo fueron realizadas, en su mayor parte, por Francisco Giralte, escultor manierista de la segunda mitad del siglo XVI. Está configurado en tres calles y tiene líneas clásicas con adornos platerescos. Los retablos menores son barrocos con clara influencia churrigueresca.
Entre el ajuar litúrgico destaca la sarga, pieza de tela que cubre el retablo mayor en Semana Santa. La pieza es obra de Sánchez Coello y consta de tres cuerpos delimitados en los laterales por pilastras que se caracterizan por el orden de sus capiteles (dórico, jónico y corintio). Los motivos de los diferentes órdenes están relacionados con lo hechos de la pasión de Cristo. En el primer cuerpo se dedica al entierro de cristo, el segundo a La caída de Jesús camino del calvario y el tercero es Cristo en la cruz. Esto es coronado con la representación del Padre Eterno, la fe y la Caridad.
La sarga tiene una longitud de 15 m y una anchura de 5. Está confeccionada en cáñamo y pintada con la técnica del aguazo.
Hay varias piezas destacables: el púlpito es plateresco, esculturas de Giralte y Trapero, Juan de Ávalos, un Cristo de marfil del siglo XV o una serie de bargueños del siglo XVI con minuciosas escenas pintadas sobre cera.

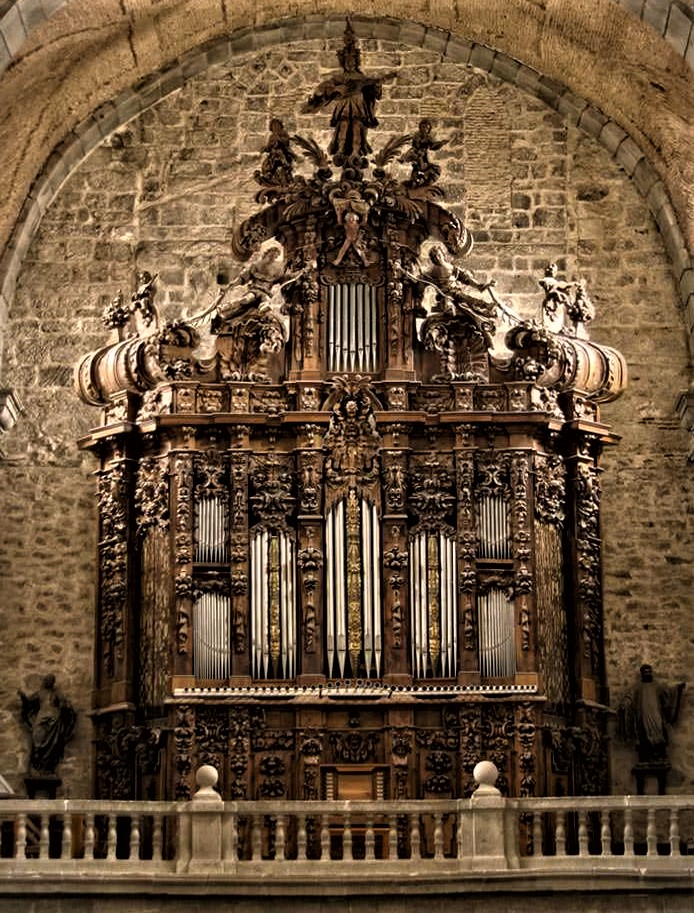
Órgano Echevarría de El Espinar

El órgano es una obra barroca de Pedro Liborna Echevarría construida entre 1709 y 1712 y cuenta con más de 1000 tubos hechos en estaño. Es una de las obras más destacadas de este organero y es uno de los órganos históricos ibéricos más importantes. Fue restaurado en varias ocasiones, aunque las intervenciones más importantes ocurrieron en 1949 (cuando fue trasladado a su posición actual sobre la tribuna y se actualizaron las maquinarias y tuberías) y otra en 2000 por el taller de Joaquín Lois, en la cual se revirtieron algunas de las reformas que desvirtuaban el proyecto original de Echevarría.
En el exterior llama la atención el número de nidos de cigüeña que alberga el tejado y la torre así como las imágenes de la Virgen de la Fuencisla y de una piedad vertical debida a Ávalos.

## Galería

Iglesia de San Eutropio
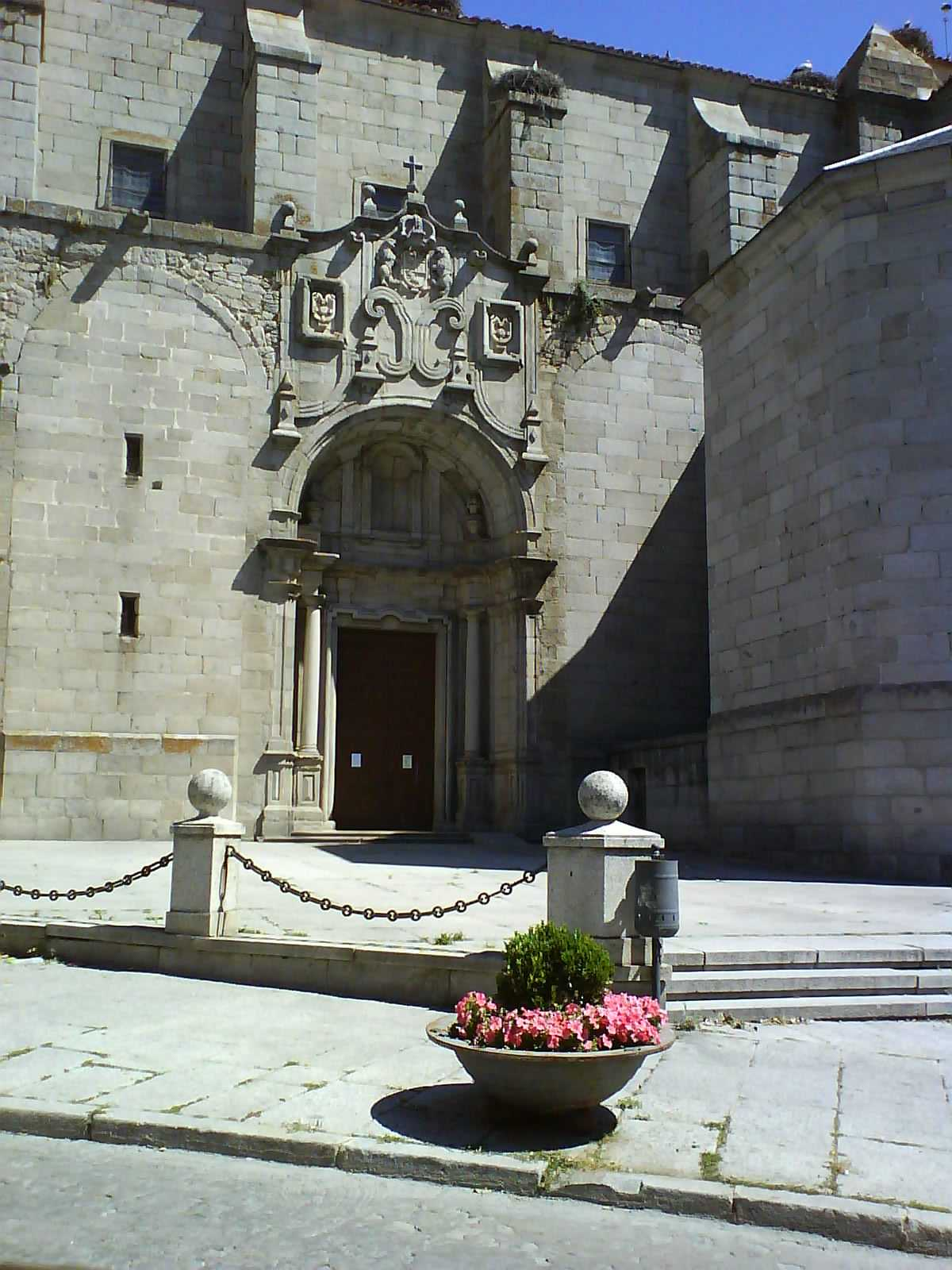
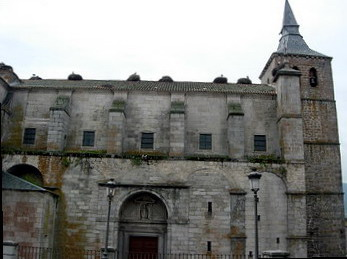
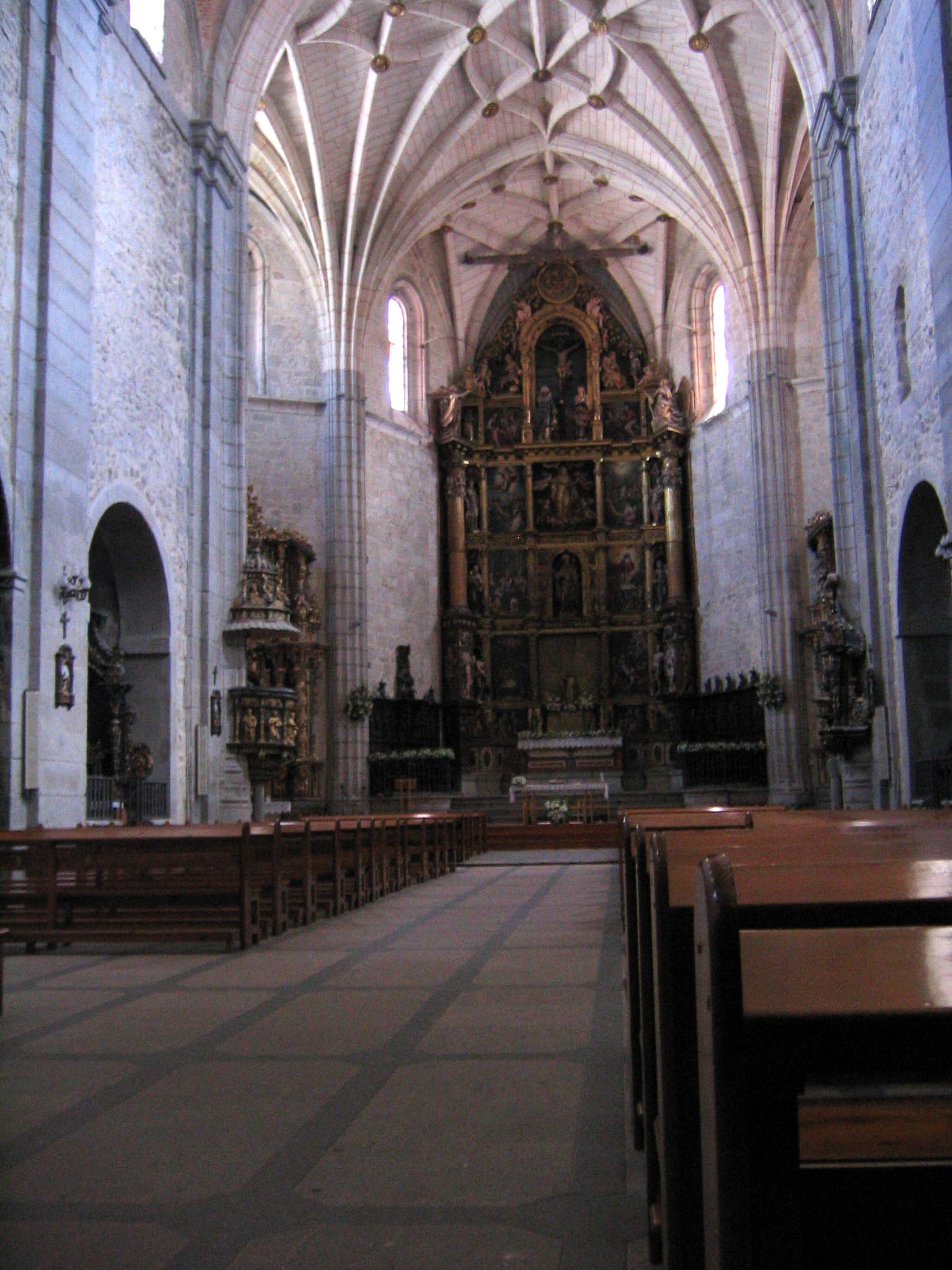
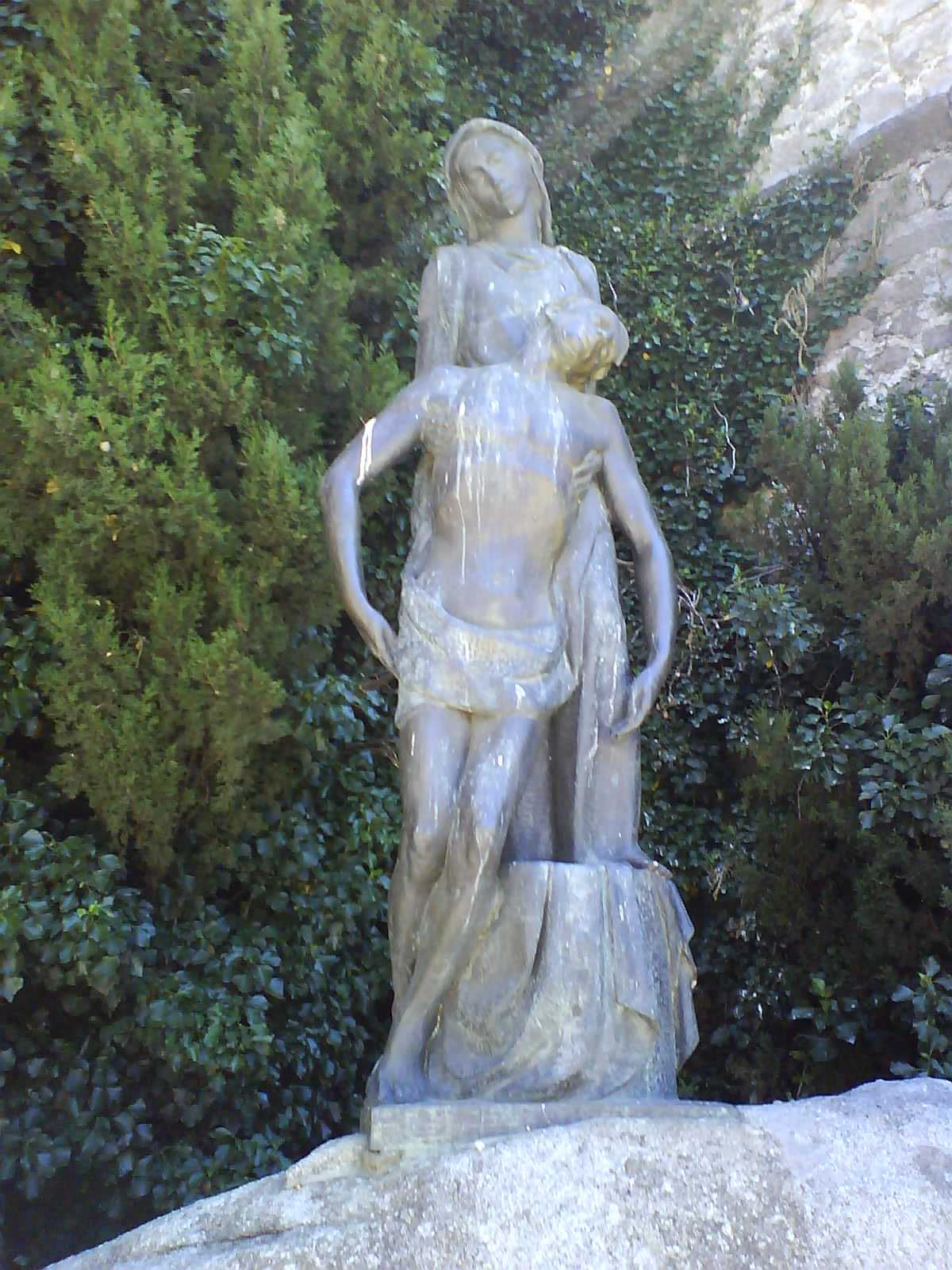